# BMW Welt
BMW Welt er bilmuseum der udstiller BMW-biler i München på 73.000 m2, som åbnede 17. oktober 2007. 
BMW investerede 100 millioner euro i anlægget. BMW Welt er et oplevelsescenter med BMW i centrum, samt for kunder som ønsker at hente sin nye BMW lige fra fabrikken.

## Tidslinje
- Juli 2003 – BMW Welt bliver færdigdesignet. Arkitektteamet bestod af 120 personer
- August – December 2003 – Nedrivning af gamle bygninger
- Januar – Maj 2004 – Planer og udgravning. Dybeste punkt 17 meter
- Juli 2004 – Grundstenen lægges. Fundamentering begynder.
- 2004 – 2005 – Skelettet opsættes
- Juli 2005 – Selve bygningen er færdig
- Efterår 2005 – 2006 – Færdigopstilling af interiør
- 17. oktober 2007 – Åbning af BMW Welt